# ストモ
ストモ（Sutomo、1920年10月3日 - 1981年10月7日）は、インドネシアの政治家、軍人。インドネシア独立戦争の指導者の一人で、スラバヤの戦いのインドネシア国軍指揮官。ブン・トモ（Bung Tomo）の通称でも知られている。

## 生涯

### 青年期
1920年にスラバヤで暮らす中産家庭カルタワン・チトウィジョヨの息子として生まれる。父は公務員として政府の税務署で働いており、ジャワ戦争の英雄ディポヌゴロの末裔を自称していた。母は歌手をしており、それ以前はサレカット・イスラムのメンバーだった。太平洋戦争が勃発してオランダ領東インドが日本軍に占領されるまでは、オランダ式の教育を受けていた。また、インドネシア・スカウト運動にも参加し、17歳でスカウトの次席ランクに選ばれた。このランクは日本軍の占領以前はストモを含めて3人のみにしか与えられなかった。ストモはスカウト運動を通し、民族主義意識を形成していった。
占領期間中は同盟通信社スラバヤ支社に勤務し、青年向けに統一と闘争を呼びかける「ラジオ・ペンバロンタカン」を設立して知名度を上げた。また、複数の政治グループにも参加していたため、1944年に日本軍が後援する新人民運動のメンバーに選ばれた際には一目置かれる存在となっていた。

### インドネシア独立戦争
インドネシア独立戦争が勃発すると、ストモはスラバヤでイギリス軍との戦闘の指揮を執った。戦闘自体はイギリス軍の勝利に終わったが、戦闘はインドネシア独立を国際社会に訴える契機となった。戦争中、ストモはラジオ放送を通じて数千人のインドネシア人に独立支持を訴えると同時にヨーロッパ人との混血人種の迫害を扇動し、民衆による数百人規模の虐殺行為を指揮・監督した。

### 独立後
独立戦争の終結後、ストモとインドネシア大統領スカルノの関係は急激に悪化し、1950年代は冷遇されていた。関係悪化の原因は、ストモがスカルノの個人的な問題について尋ねたためと言われている。1947年6月9日には東ジャワ州マランで、スリスティナと結婚し、5人の子供をもうけている。ブルハヌディン・ハラハップ内閣では暫定社会大臣を務めた。
1965年に9月30日事件が発生すると、ストモは左派寄りのスカルノを排除するためスハルトを支持したが、やがて彼の独裁体制（新秩序）に反発するようになった。1978年4月11日、スハルト政権の腐敗と権力濫用を批判したため逮捕される。1年後に釈放され、その後もスハルト政権への批判を続けたが、政治面で活躍する機会は与えられなかった。
1981年にハッジとなるため巡礼に訪れていたサウジアラビア・メッカで死去した。遺体は家族や友人によりインドネシアに移送された。ストモの独立戦争での功績を考慮すればカリバタ英雄墓地に埋葬されるのが妥当だったが、彼は生前から「私は国家の危機の際に、国家を守る勇気を持てなかった」として英雄墓地への埋葬を拒否していたため、スラバヤのヌガエルにある公共墓地に埋葬されている。

## 顕彰
2007年11月9日にゴルカルとインドネシア青年運動から、ストモにインドネシア国家英雄の称号を付与する提案が出され、2008年11月10日の英雄の日に合わせて国家英雄の称号が授与された。